# Tecnica edilizia romana

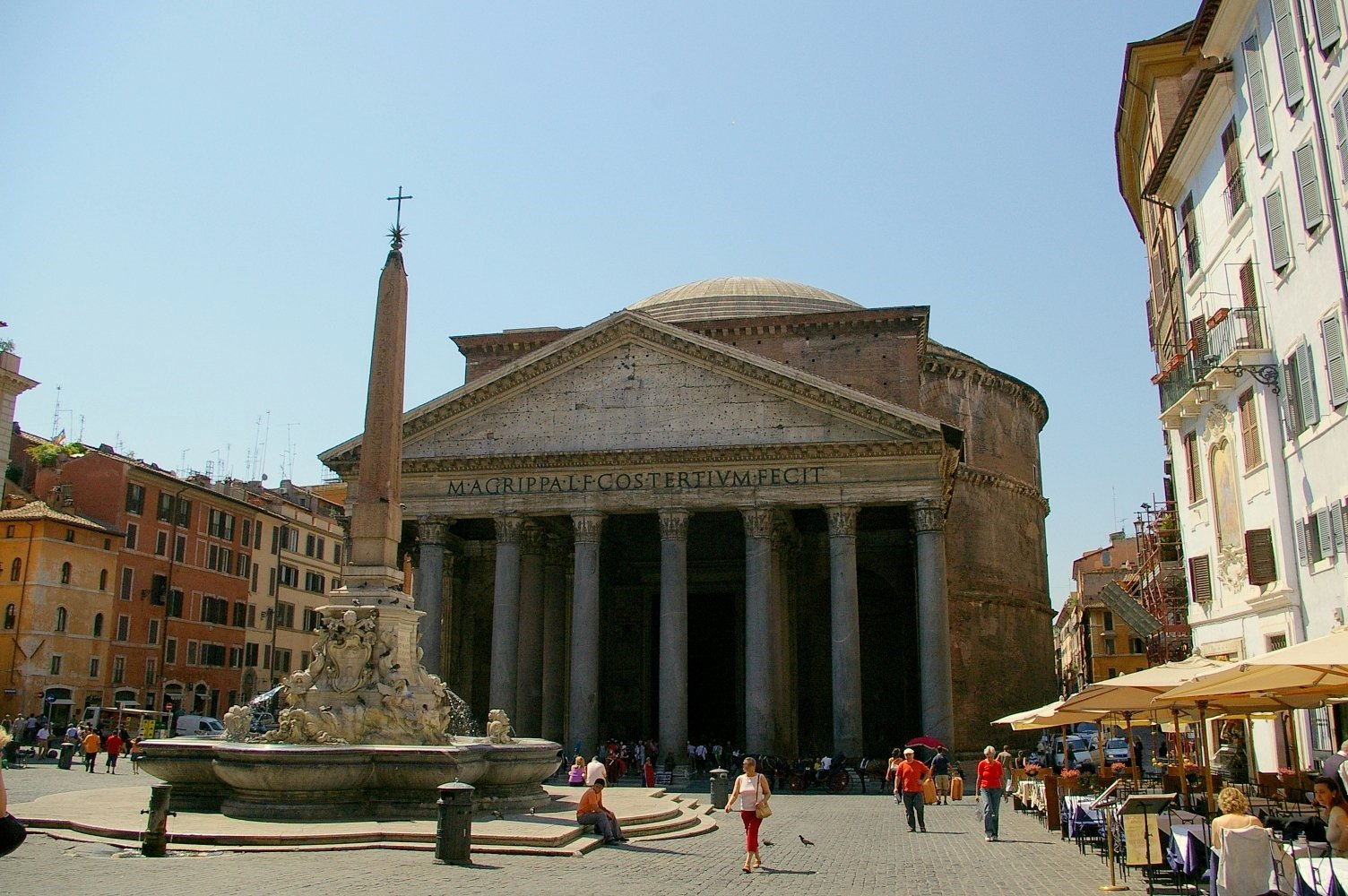
Il Pantheon di Roma, uno degli edifici meglio conservati dell'Antichità classica, è uno dei massimie esempi dell'edilizia romana

La tecnica edilizia dell'antica Roma definisce l'insieme delle modalità utilizzate dai Romani per la costruzione degli edifici in muratura.
Le tecniche di costruzione variarono considerevolmente con il tempo (in particolare una tappa fondamentale fu l'invenzione del cementizio  agli inizi del II secolo a.C.) e spesso furono adattate nei diversi luoghi a seconda dei materiali da costruzione più facilmente disponibili. Qui si tratta, in particolare, delle tecniche utilizzate in epoca romana nella città di Roma e nelle sue immediate vicinanze.

## Tecniche edilizie

### Opere in pietra
- Opera poligonale (opus siliceum): diffusa nell'Italia centrale, tra il VI e il II secolo a.C., consiste nella sovrapposizione di massi in pietra non lavorati, anche di notevoli dimensioni, senza ausilio di leganti, grappe o perni. Veniva utilizzata soprattutto per mura di terrazzamento e contenimento di terrapieni
- Opera quadrata (opus quadratum): consiste nella sovrapposizione di blocchi squadrati in forma parallelepipeda e di altezza uniforme, che vengono messi in opera in filari omogenei con piani di appoggio continui. In ambito romano la tecnica viene utilizzata già a partire dal VI secolo a.C. e si affinò progressivamente, con una maggiore regolarità del taglio e una disposizione più articolata dei blocchi. L'uso continua anche dopo l'introduzione del cementizio per tutta l'età imperiale, affiancato alle altre tecniche.
- Opera africana (opus africanum) o a telaio: paramento costruito da catene verticali di blocchi di pietra nelle quali si alternano pietre verticali e orizzontali, riempita con un'opera simile a quella a graticcio. Venne utilizzata in Africa Settentrionale dal IV secolo a.C.

### Cementizio e paramenti murari

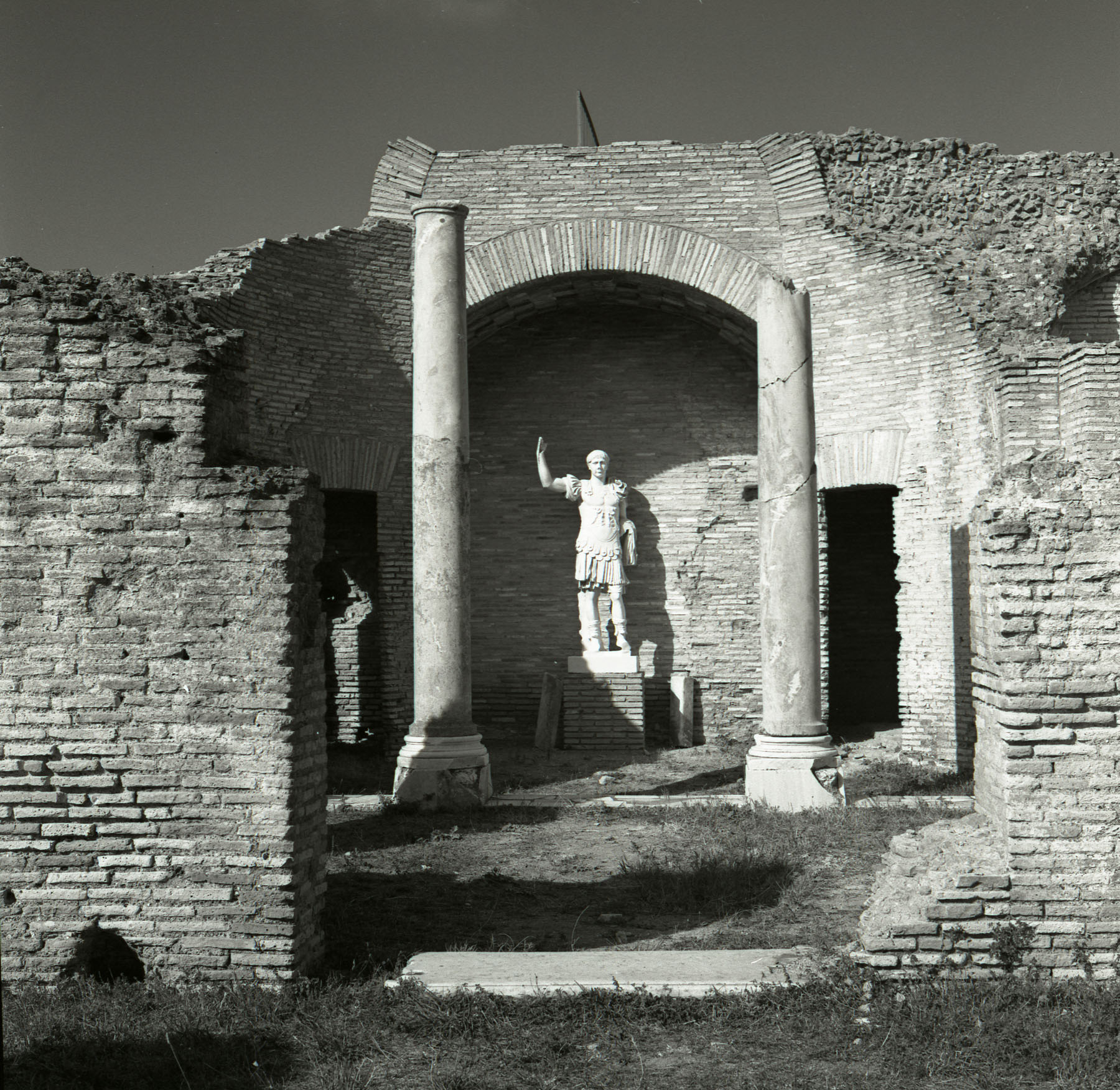
Ostia Antica (1967)

- Opera cementizia (opus caementicium): murature costituite in cementizio, ossia malta (calce con sabbia o pozzolana) mescolata a pietre. L'opera cementizia costituisce generalmente solo il nucleo portante della muratura, rivestita all'esterno con un paramento costruito contemporaneamente al muro stesso, che fungeva da cassaforma a perdere.

Oltre a paramenti in blocchi (ovvero in "opera quadrata"), i paramenti possono, quindi, essere costituiti da materiali diversi, collegati da malta. A seconda del paramento si distinguono:
- Opera incerta (opus incertum):  paramento costituito da pietre di forma irregolare con faccia in vista più o meno piana, utilizzato, a Roma e dintorni, soprattutto dagli inizi del II secolo a.C. fino a poco dopo la metà del I secolo a.C. Le pietre utilizzate nella muratura venivano legate fra loro con della malta. Fra una pietra e l'altra venivano aggiunti i pezzi più piccoli. Il tutto era poi cosparso da una gettata di malta liquida che era in grado di espandersi in tutta la muratura.
- Opera reticolata (opus reticolatum): paramento costituito da piccole piramidi tronche a base quadrata in pietra ("tufelli" o cubilia), con la punta inserita nel cementizio e disposte in diagonale a formare un reticolo, utilizzata soprattutto a partire dalla prima metà del I secolo a.C. e fino all'epoca giulio-claudia. Con la variante dell'"opera quasi reticolata".
- Opera quasi reticolata: paramento molto simile al reticolato, ma molto meno uniforme. Utilizzata dalla fine del II secolo a.C.
- Opera laterizia (opus testaceum): paramento costituito, inizialmente, da tegole smarginate e, poi, da mattoni o laterizi, di forma triangolare, con la punta inserita nel cementizio, utilizzata dalla fine del I secolo a.C. e per tutta l'età imperiale.
- Opera in mattoni crudi (opus latericium): Con questo termine, i latini intendevano i paramenti in mattone crudo, ad oggi esistono ancora degli edifici costruiti con la tecnica del Pisé, si trovano in luoghi dove la pioggia cade solamente per pochi giorni nell'arco di un anno. Ad esempio Ouarzazate in Marocco o Tuili in Italia.
- Opera mista (opus mixtum): paramento costituito da opera reticolata, con ammorsature in opera laterizia agli angoli ed agli spigoli, utilizzata soprattutto nel II secolo d.C.
- Opera listata (opus vittatum): paramento costituito da ricorsi alternati di laterizi e di piccoli blocchi in tufo (detti nuovamente "tufelli"), utilizzata soprattutto dagli inizi del IV secolo d.C. In modo analogo all'opera mista, a volte con ammorsature in laterizio negli spigoli ed agli angoli.

### Altro
- Opera a graticcio (opus craticium): muratura leggera costituita da un telaio portante di legno poggiato su uno zoccolo in muratura riempito da argilla. Utilizzato per le tramezze interne alle abitazioni. Presentava facilità di posa in opera.

### Rivestimenti parietali e pavimentali
I paramenti potevano poi essere rivestiti, a loro volta con intonaco, decorato con pitture ad affresco o ad encausto o con ornamenti in stucco, o da mosaici parietali (sebbene più rari di quelli pavimentali).
Strutture destinate ad usi particolari, come le vasche destinate a contenere liquidi, o le cisterne, venivano rivestite da cocciopesto (opus signinum), un composto di calce, sabbia o pozzolana e frantumi di laterizio omogenei, utilizzato come impermeabilizzante.
I pavimenti potevano essere in opera spicata (opus spicatum), mattoni rettangolari disposti di taglio a spina di pesce, in mosaico (opus tessellatum o opus vermiculatum, per le tessere molto piccole e disposte secondo i contorni delle figure), o ancora in opera scutulata (opus scutulatum, con scaglie di pietra o marmo, di vario colore e formato, inserite in fondi di vario tipo e disposte sparse o secondo motivi decorativi, secondo modalità utilizzate dal I secolo a.C.) o ancora in opus sectile, ossia con lastre di diversi marmi colorati disposte in modo da formare disegni geometrici.